# Cole Gillespie
Cole Braden Gillespie (né le 20 juin 1984 à Portland, Oregon, États-Unis) est un voltigeur des Marlins de Miami de la Ligue majeure de baseball.

## Carrière
Joueur de l'Université d'État de l'Oregon, Cole Gillespie est drafté en 3e ronde par les Brewers de Milwaukee en 2006. 
Le 19 juillet 2009, les Brewers font l'acquisition du joueur de deuxième but Felipe López et cèdent en retour aux Diamondbacks de l'Arizona deux joueurs évoluant alors en ligue mineure : le lanceur droitier Roque Mercedes et Cole Gillespie. Ce dernier fait ses débuts dans les majeures le 21 avril 2010 avec Arizona dans un match contre les Cardinals de Saint-Louis. À sa première présence au bâton, il frappe un double comme premier coup sûr en carrière et vient plus tard marquer son premier point. Le 7 mai contre Yovani Gallardo des Brewers de Milwaukee, il frappe le premier de ses deux circuits de la saison, sa première longue balle en carrière. Il produit 12 points en 45 matchs pour les Diamondbacks dans cette première saison.
En 2011, il passe l'année presque exclusivement dans les mineures avec les Aces de Reno, où il frappe pour ,300 avec 79 points produits en 137 parties. Il n'est rappelé que pour cinq matchs des Diamondbacks. Après une année 2012 confiné à Reno, il rejoint les Giants de San Francisco pour la saison suivante mais ne dispute que 3 matchs pour eux en 2013 avant d'ajouter la même année 25 matchs pour les Cubs de Chicago.
En 2014, Gillespie dispute 34 parties avec les Mariners de Seattle et rejoint plus tard les Blue Jays de Toronto, qui ne l'alignent que dans un seul match.
En décembre 2014, il signe un contrat des ligues mineures avec les Marlins de Miami.